# Grand Hotel Misurina
Il Grand Hotel Misurina, noto anche come Grand Hotel Savoia, Grand Hotel delle Alpi e Misurina e Istituto Pio XII, è un palazzo di Misurina, frazione di Auronzo di Cadore, sito sulle sponde dell'omonimo lago e utilizzato come albergo di lusso sotto la gestione di Blue Hotels. In passato è stato utilizzato come sanatorio per la diagnosi, la cura e la riabilitazione dell'asma infantile da parte dell'Opera Diocesana San Bernardo degli Uberti della diocesi di Parma.

## Storia
L'edificio e le annesse pertinenze furono realizzate tra il 1896 e il 1900 sulle sponde del lago di Misurina su committenza di una società formata da Angelo Barnabò, Osvaldo Bombassei, Vittore Da Vià, Giovanni Perini (sindaco di Borca di Cadore), Aldo Apollonio e Joseph Rohracher.
Inaugurato come albergo di lusso, nel luglio 1900 vi soggiornò per circa un mese la regina Margherita di Savoia dopo il regicidio del marito Umberto I; durante il suo soggiorno la regina vide il completamento dei lavori per la vicina cappella della Madonna della Salute e dopo la sua ripartenza la struttura fu ribattezzata Grande Albergo Savoia (o anche Grand Hotel Savoia, Grand Hotel Savoy o Grand Hotel & Savoia), divenendo una residenza estiva della famiglia reale. Durante la prima guerra mondiale l'edificio accolse anche il comando militare italiano impegnato nella battaglia del vicino monte Piana e subì alcuni danneggiamenti e asportazioni di mobili.
Restaurato e ribattezzato dopo la guerra come Grand Hotel delle Alpi e Misurina, l'edificio ebbe altri ospiti illustri tra cui il principe Umberto nel 1926, il Ministro dell'aeronautica Italo Balbo e l'inventore nonché imprenditore e senatore Guglielmo Marconi nel 1932 oltre che lo scrittore Filippo Tommaso Marinetti nel 1935.
Rimase attivo come albergo fino al 1940, venendo poi acquistato nel dopoguerra prima dal padovano Piero Pozzani e poi da padre Paolino Beltrame Quattrocchi per conto del vescovo di Parma Evasio Colli con l'aiuto di alcuni benefattori. Viste le peculiari condizioni climatiche della zona (bassa densità dell'aria, ridotta umidità, ricchezza di radiazioni ultraviolette e vegetazione caratteristica con una ridotta esposizione ad allergeni e inquinanti ambientali) l'albergo fu riconvertito in parte nel 1959 in preventorio antitubercolare mentre nel 1970 fu riconosciuto dal Ministero della salute come casa di cura e diagnosi dell'asma infantile; la capienza iniziale era di 30 posti letto, innalzati a 100 posti letto nel 1996, riservati prevalentemente ai bambini. Il centro, di proprietà dell'Opera Diocesana San Bernardo degli Uberti (diocesi di Parma) e gestito dalla ONLUS Istituto Pio XII in convenzione col Servizio sanitario nazionale, è stato definitivamente chiuso nel 2022 in seguito al basso numero di pazienti e alle conseguenti perdite economiche. Nel 2010 il complesso immobiliare è stato dichiarato d'interesse culturale dal Ministero per i beni e le attività culturali.

## Descrizione
L'edificio si trova a circa 1754 metri sul livello del mare sulla sponda meridionale del lago di Misurina, nei pressi della stazione di valle della seggiovia per il rifugio col de Varda alle pendici dei Cadini di Misurina. Tra le sue dipendenze sono incluse: una foresteria, una latteria, una scuderia e la chiesetta della Madonna della Salute.
Esempio di architettura residenziale alpina, l'edificio principale si articola su cinque piani a cui si aggiunge un seminterrato. L'esterno è intonacato con tipico colore giallo e infissi in verde/azzurro, solai in legno e coperture in lamiera. Gli interni presentano pavimenti in legno e un sontuoso scalone in marmo di Carrara con eleganti corrimano in ferro battuto oltre che un ascensore in stile belle époque. Sui muri sono presenti diversi dipinti, prevalentemente vedute lagunari e montane, realizzati dal pittore Millo Bortoluzzi.